# Baretka odznaczenia

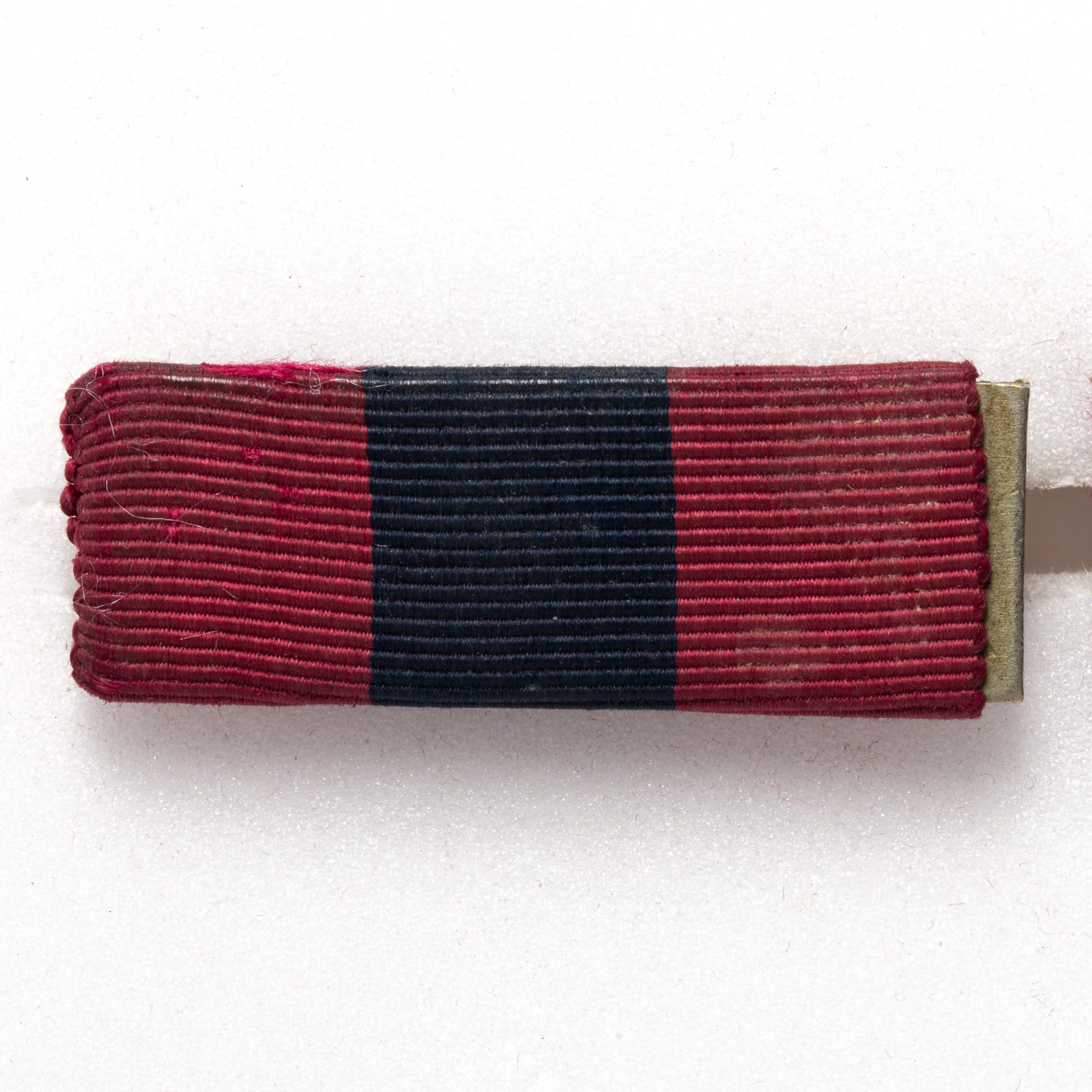
Baretka Medalu Wybitnego Zachowania

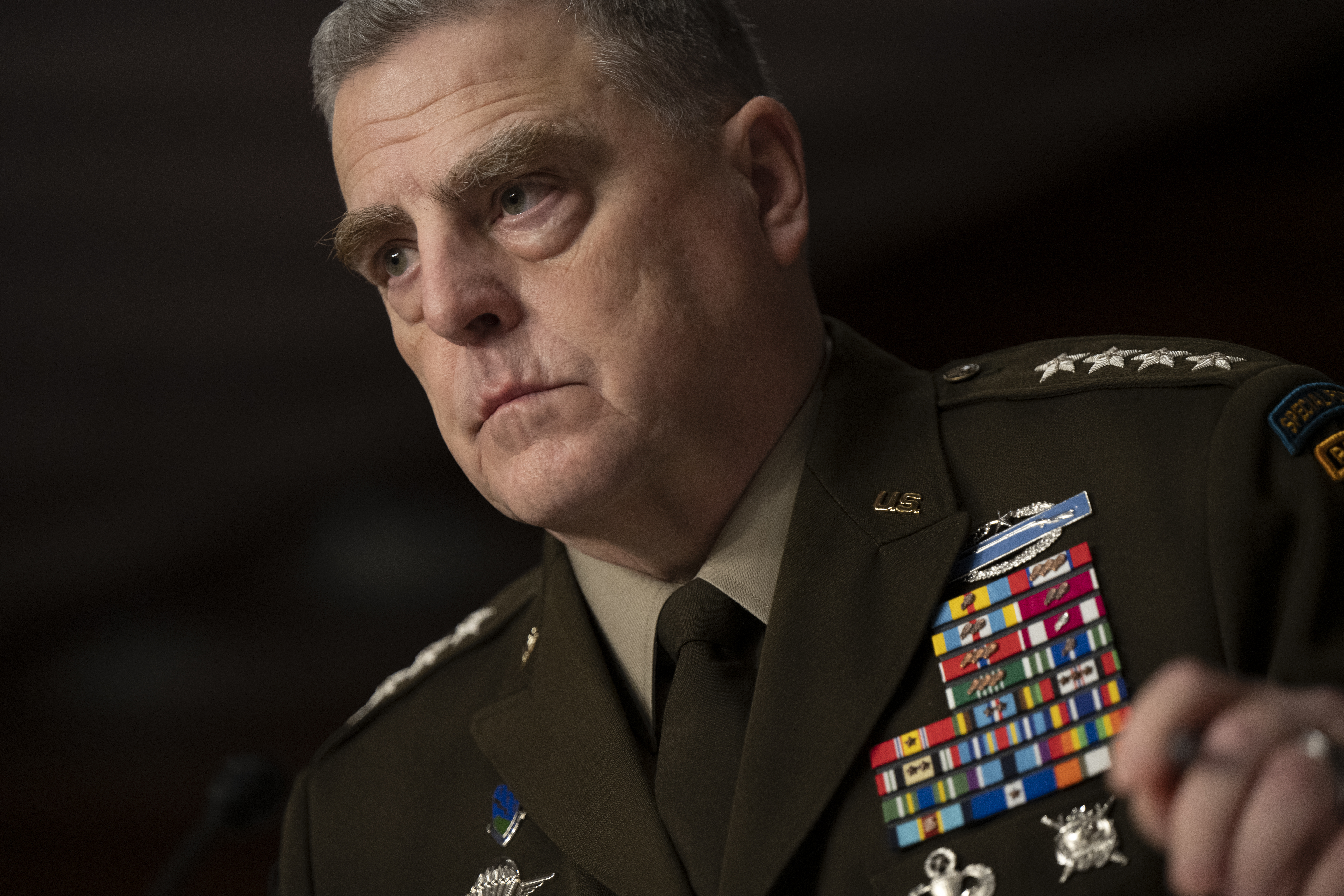
Generał armii amerykańskiej z licznymi baretkami odznaczeń

Baretka odznaczenia – wąski pasek wstążki barwy przewidzianej dla danego orderu lub odznaczenia, noszony (przede wszystkim) na mundurze zamiast pełnej odznaki.
Układ barw na baretce jest zwykle identyczny z układem barw wstążki przewidzianej dla danego odznaczenia. Szerokość baretki równa jest zazwyczaj szerokości wstążki stosowanej w najniższej klasie danego orderu lub odznaczenia. Według polskich przepisów wysokość baretki wynosi 8 mm, a baretkę nakłada się na podkładkę sukienną koloru czarnego, która powinna być o 2 mm dłuższa i szersza od samej baretki.
Baretki nosi się (z bardzo nielicznymi wyjątkami) po lewej stronie piersi, w kolejności określonej przez starszeństwo odznaczeń (zobacz np. precedencja polskich odznaczeń), od środka piersi i od góry do dołu. Sposób noszenia niektórych baretek (podobnie jak niektórych odznaczeń) określają dodatkowe przepisy, mające podkreślić ich wagę. Na przykład baretkę radzieckiego Orderu „Zwycięstwo” należało nosić oddzielnie, 1 cm ponad wszystkimi pozostałymi.
Wyższe klasy polskich orderów oznacza się przez umieszczenie na baretce rozetki lub rozetki z poziomym galonikiem, a wyższe stopnie polskich odznaczeń – przez umieszczenie pionowego galonika w kolorze złotym lub srebrnym pośrodku, chyba że odpowiednie przepisy stanowią inaczej (np. w przypadku Medalu „Za Zasługi dla Policji” stopień odznaczenia określa liczba pionowych, srebrnych galoników pośrodku).
Baretek nie powinno nosić się na ubiorach cywilnych. Zamiast nich tę samą funkcję (zastępowanie pełnych oznak orderów i odznaczeń) pełnią miniaturki, rozetki i wstążeczki.